# Богословка (Карасукский район)
Богословка — село в Карасукском районе Новосибирской области. Входит в состав Студёновского сельсовета.

## География
Площадь села — 66 гектаров

## История
Основано в 1908 году. В 1928 г. посёлок Богословский состоял из 131 хозяйства, основное население — украинцы. Центр Богословского сельсовета Андреевского района Славгородского округа Сибирского края.

## Население
| 2002 | 2007 | 2010 |
| ---- | ---- | ---- |
| 301  | ↘265 | ↘227 |

## Инфраструктура
В селе по данным на 2007 год функционируют 1 учреждение здравоохранения, 1 образовательное учреждение.